# مصطفی بویحمغت
مصطفی بویحمغت (انگلیسی: Moustafa Buihamghet؛ زادهٔ ۱ ژانویهٔ ۱۹۶۴) وزنه‌بردار اهل مراکش است. وی در بازی‌های المپیک تابستانی ۱۹۶۴ شرکت کرده‌است.